# Rue Docteur-Jacquin
La rue Docteur-Jacquin est une voie de la commune de Reims, située au sein du département de la Marne, en région Grand Est.

## Situation et accès
La rue appartient administrativement au quartier Centre-ville de Reims et permet de joindre la place de la Mairie à la rue de l'Arbalète.

## Origine du nom
Elle est nommée d'après Lucien Pierre Auguste Jacquin, adjoint au maire qui fut tué en 1914 par un obus alors qu'il sortait de la mairie.

## Historique
C'est une voie neuve qui est due à la renaissance de la ville après les destructions de la Première Guerre mondiale. Elle possède plusieurs immeubles Art-déco.

## Bâtiments remarquables et lieux de mémoire
- Hôtel de La Salle à Reims.
- La Banque de France.
- no  : les anciennes Galeries Rémoises, architectes Margotin & Roubert.

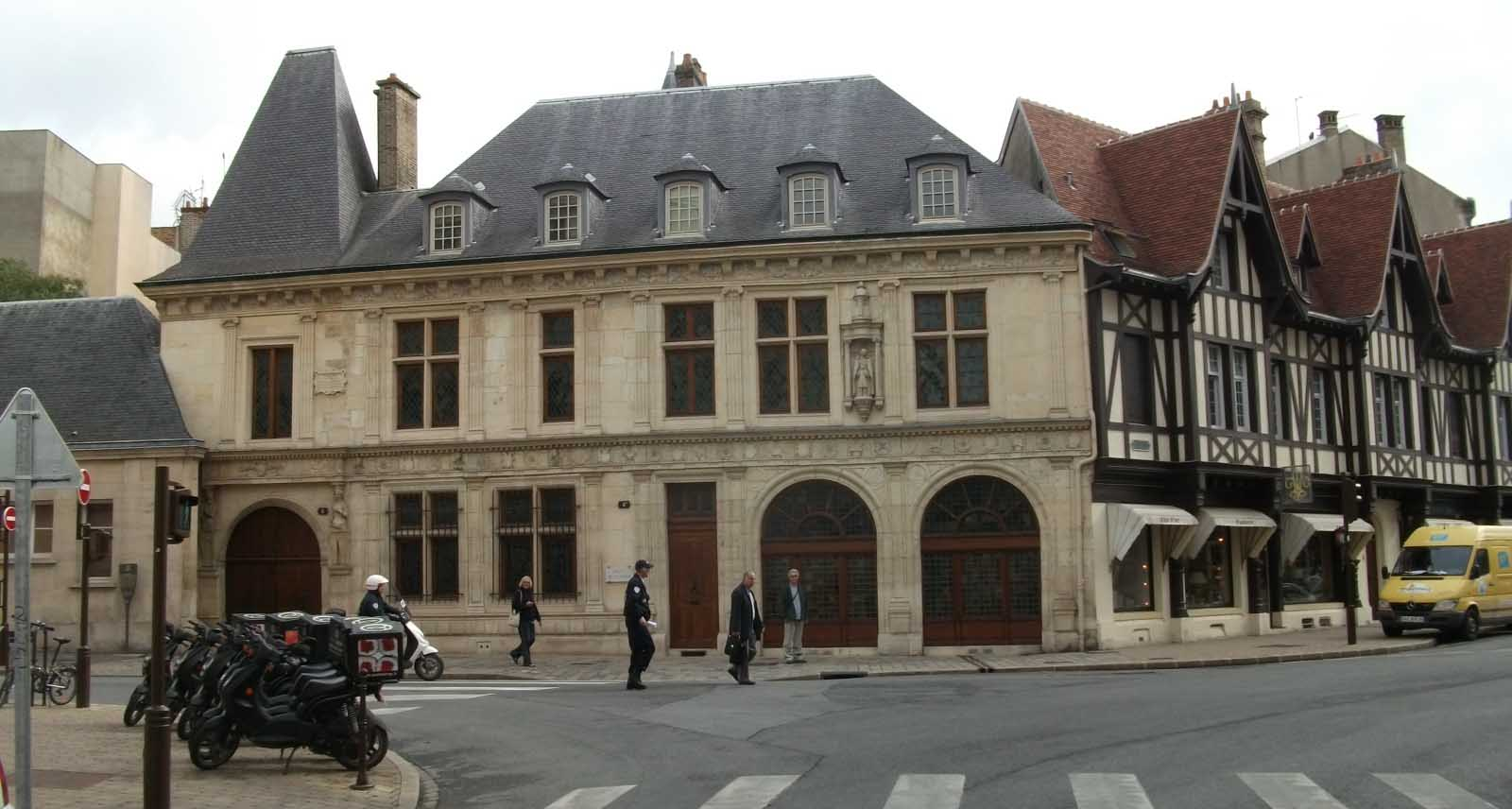
Hôtel de la Salle.